# Station Quillan
Station Quillan is een spoorwegstation in de Franse gemeente Quillan.